# مركاع خيامة (المغربة)

تعديل مصدري - تعديل

مركاع خيامة هي إحدى قرى عزلة بني جديلة بمديرية المغربة التابعة لمحافظة حجة، بلغ تعداد سكانها 152 نسمة حسب تعداد اليمن لعام 2004.